# قلعه اولتان
اولتان اوشاخلاری
لعه اولتان نام دژی کهن است در شمال استان اردبیل ایران نزدیک به شهر پارس‌آباد.
قلعه اولتان در کنار رود ارس واقع شده‌است و در همسایگی روستای کهن اولتان قرار گرفته‌است. این دژ در مساحت ۳۲۰ هزار متر مربع بنا شده‌است. این قلعه با ترکیب بجا مانده از آن یک دژ نظامی را تداعی می‌کند. این دژ نخست بدست اشکانیان پدید آمد و تا سده ۱۲ هجری مورد استفاده قرار گرفته‌است. با توجه به حدس و گمانهای کاملاً علمی هنوز قسمت اعظم ساختمان‌های قلعه در زیر خاک مدفون است.
«قلعه اولتان نام دژی کهن که در ۵۰۰ متری روستای اولتان در نزدیکی شهر پارس‌آباد استان اردبیل است. این قلعه در کنار رود ارس واقع شده‌است و به دلیل مجاورت با روستای کهن اولتان به همین نام معروف شده‌است. این دژ در زمینی به مساحت ۳۲۰ هزار متر مربع بنا شده وآثاربه جای مانده ازآن یک دژ نظامی را تداعی می‌کند. قلعه اولتان در دوره اشکانی ساخته شده و بانیان نخستین آن اشکانیان بوده‌اند اما شکوفایی آن در دوران ساسانی و اوایل اسلامی بوده و به واسطه استحکام و موقعیت مناسبی که داشته تا قرن دوازدهم هجری از آن استفاده شده‌است. کارشناسان گمان می برندکه قسمت اعظم ساختمان‌های قلعه هنوز در زیر خاک مدفون است باستان شناسان در کاوش «قلعه اولتان» با مجموعه منسجم معماری متعلق به دوره‌های مختلف اشکانی تا اسلامی مواجه شدند که بیشتر آثار یافت شده به دوره قرن سوم و چهارم هجری و ادامه معماری دوره ساسانی تعلق داشت. آثار متعددی از قبیل تنور، اتاق‌های متعدد، بخاری و چهار طبقه طاقچه که با استفاده از اندود گچ تزئین شده بودند در فضاهای معماری قلعه کشف شده‌است. سفالهای بی نظیر و متنوع دوره‌های مختلف اسلامی قلعه اولتان درخور توجه و شایان اهمیت است. درون محوطه قلعه نیز تپه‌هایی وجود دارد که واحدهای کوچک ساختمانی بوده و ساختمانهای عمده و اصلی در ضلع شرقی قرار داشته، که به علت تغییر مسیررودخانه ارس قسمتی از آن شسته شده و از بین رفته و با وجود این قسمت اعظم آن هنوز در زیر خاک مدفون است. اولتان قالاسی باتوجه به وسعت ۵۰ هکتاری خود یک قلعه شهر به‌شمار می‌رود که فضاهای مسکونی داخل قلعه و فضاهای صنعتی از قبیل کارگاه‌های مختلف فلزگری، شیشه‌گری وسفال گری در بیرون ازقلعه بوده‌است. دورتا دور شهرخندقی ۱۵ متری ساخته شده بود تا قلعه را از گزند دشمنان در امان نگه دارد. این خندق را به وسیله دو کانال آبی که از رود ارس کشیده شده بودند پرنگه می‌داشتند. این قلعه درصورت مرمت می‌تواند به یک مکان گردشگری تبدیل شود.».
تابوت‌های چوبی دوره اسلامی به دست آمده از گورستان قلعه اولتان پارس‌آباد، آن را نسبت به گورهای ادوار اسلامی متمایز می‌کند و این محوطه، ارزش تبدیل به پایگاه ملی میراث فرهنگی را دارد.